# Stomatološki fakultet Univerziteta Privredna akademija
Stomatološki fakultet u Pančevu je prvi privatni fakultet sa polja medicinskih nauka u Srbiji i na Balkanu. Osnovan je 2002. godine u Pančevu i deo je Univerziteta Privredna akademija iz Novog Sada. Svojim formiranjem pridružio se velikom broju privatnih stomatoloških fakulteta, kako u Evropi tako i u svetu. Od septembra 2004. je član organizacije ADEE (engl. Association for Dental Education in Europe – Asocijacija stomatoloških obrazovnih ustanova u Evropi).
Kao samostalna visokoškolska obrazovna, naučnoistraživačka i zdravstvena ustanova akreditovan je za integrisane akademske, specijalističke akademske i doktorske studije, naučno–istraživačku delatnost i zdravstvene specijalizacije. Nalazi se u ulici Žarka Zrenjanina 179 u Vojlovici, radi u okviru Osnovne škole „Borisav Petrov Braca” Pančevo.

## Istorija
Ideja o osnivanju fakulteta pretočena je u odluku nakon čega je usledila izrada Elaborata o opravdanosti formiranja Stomatološkog fakulteta u Pančevu, koji je potpisao Pokrajinski sekretar za obrazovanje dr Zoltan Bunjik, a na osnovu Zakona o utvrđivanju određenih nadležnosti Autonomne pokrajine Vojvodine (“Službeni glasnik RS” broj 6/2002).
Osnivačima, prof. Dr Đoki Malešević i prof. Dr Vlastimiru Petroviću, pridružili su se novi nastavnici koji su verovali u ideju; među prvima to su bili prof. Dr Desanka Cenić Milošević i prof. dr Mirjana Janjanin, a kasnije i prof. dr Mihajlo Gajić, prof. dr Ankica Jakovljević, prof. dr Nebojša Ristić, prof. dr Milica Popović, prof. dr Dušica Popović, prof. dr Dragoslav Đukanović i drugi.
Rešenjem Pokrajinskog sekretarijata za obrazovanje i kulturu od 30. avgusta 2002. formirana je Komisija sa zadatkom da neposrednim uvidom u prostor, opremu i dosijea nastavnika, utvrdi ispunjenost uslova za početak rada i obavljanje delatnosti Stomatološkog fakulteta u Pančevu. Na osnovu Izveštaja formirane Komisije, Pokrajinski sekretarijat za obrazovanje i kulturu je 12. septembra 2002. doneo Privremeno rešenje o početku rada Stomatološkog fakulteta u Pančevu.
Konačna verifikacija Odluke o osnivanju Stomatološkog fakulteta u Pančevu, na osnovu Privremenog rešenja o početku rada Stomatološkog fakulteta, je učinjena 26. septembra 2002. upisom fakulteta u Registar Trgovinskog suda u Pančevu. Time je omogućeno otvaranje žiro računa Fakulteta, PIB-a i svih drugih neophodnih procedura za nesmetan rad Fakulteta.
Stomatološki fakultet u Pančevu je u svom daljem radu preduzeo neophodne korake ka jačanju kadrovskih potencijala i neophodne opreme kako za obrazovni tako i za naučni i zdravstveni rad za sve godine studija.
Potpisan je Sporazum o saradnji sa Zdravstvenim centrom „Južni banat” gde studenti na svestrano zadovoljstvo realizuju vežbe iz medicinskih predmeta.
Donošenjem Pravilnika o kadrovskim, prostornim i tehničkim uslovima za početak rada i obavljanje delatnosti univerziteta od strane ministra prosvete („Službeni glasnik RS”, broj 95/2004), stekli su se uslovi za dobijanje stalnog Rešenja o ispunjenosti uslova za rad Stomatološkog fakulteta po utvrđenom nastavnom planu i programu za sve godine studija.
Imajući u vidu dalji razvoj obrazovnih, naučnih i zdravstvenih aktivnosti, Savet Stomatološkog fakulteta je na sednici 27. januara 2005. doneo Odluku o formiranju instituta za stomatologiju Stomatološkog fakulteta u Pančevu, čime je formirana nastavna baza za kliničke stomatološke predmete.
Nastavak razvojnih aktivnosti Fakulteta ogleda se u dobijanju akreditacije od Republičkog Ministarstva zdravlja za zdravstveni rad 4. marta 2005, kao i akreditacije za naučno–istraživački rad od Ministarstva nauke Republike Srbije 26. januara 2007.
Obrazovni i naučni rad Stomatološkog fakulteta u Pančevu, zaokruženi su dobijanjem dozvole za rad 19. avgusta 2010. Dozvola za rad je proistekla iz prethodno dobijene akreditacije za sve nivoe studija 10. oktobra 2009:
- Integrisane akademske studije,
- Specijalističke akademske studije i
- Doktorske akademske studije

Zdravstveni proces rada Stomatološkog fakulteta je zaokružen dobijanjem rešenja o izvođenju zdravstvenih specijalizacija iz svih oblasti stomatološke struke.
Stomatološki fakultet u Pančevu je uporedo sa radom na sređivanju svih obrazovnih, zdravstvenih i naučnih procesa radio i na formiranju svoje poslovne i ogranizacione strukture. Godine 2006. Fakultet dobija SRPS ISO 9001–2001 sertifikat usled sređenih upravljačkih aktivnosti.
Od samog postojanja Stomatološki fakultet u Pančevu se uključio u saradnju sa Organizacijom evropskih stomatoloških fakulteta, te je član tog udruženja.
Saradnja Fakulteta sa zdravstvenim ustanovama u Srbiji je u stalnom procesu. Do sada je uspostavljena uspešna saradnja sa Opštom bolnicom u Pančevu, VMA, Institutom za kardiovaskularne bolesti Dedinje, Medicinskim fakultetom iz Kragujevca kao i većim brojem privatnih stomatoloških klinika i ordinacija.

## Institut
Klinički rad studenata, specijalizanata i doktoranata se obavlja na institutu za stomatologiju, koji čine šest klinika:
- Klinika za bolesti zuba,
- Klinika za bolesti usta,
- Klinika za protetiku,
- Klinika za dečju i preventivnu stomatologiju,
- Klinika za oralnu hirurgiju i implantologiju,
- Klinika za ortodonciju.

Rad na klinikama se odvija kroz sve potrebne faze saniranja pacijenata, od dijagnostike pa do ugradnje implantata i kompletnog protetskog zbrinjavanja uključujući metalnu i bezmetalnu keramiku.
Na Institutu za stomatologiju se svake godine primi i sanira oko 1600 pacijenata kroz sve vidove stomatološke zdravstvene zaštite.
Sastavni deo za dijagnostiku u kliničkom radu se koristi ortopan sa telerengenom i digitalni rengen. Uvedena je klinička primena lasera u stomatologiji u svakodnevni rad. Svi protetski radovi se rade u fakultetskoj laboratoriji za protetiku.

## Studijski programi
Na Stomatološkom fakultetu u Pančevu organizovana su tri studijska programa, uz akreditaciju za zdravstvene specijalizacije i naučno istraživački rad:
- Integrisane akademske studije,
- Specijalističke akademske studije i
- Doktorske akademske studije

### Integrisane akademske studije
Integrisane akademske studije predstavljaju spoj osnovnih i master studija, koje zajedno traju pet godina i donose 300 ESPB bodova.
Nastava traje pet školskih godina i organizovana je kroz ukupno petnaest trimestara nastave. U okviru programa obuhvaćena su sva značajna polja medicine i stomatologije, od preventivne stomatologije do sudske medicine. Nastavni plan i program studija su definisani uz primenu standarda i principa Bolonjske deklaracije (kao polazne osnove za integraciju našeg obrazovnog sistema u sistem Evropske zajednice). 
Rad u malim grupama, što je posebno značajno za kliničke stomatološke predmete, postiže se odgovarajućim sistemom organizacije nastave, tako da svaki student ima svoje radno mesto (stomtološka stolica) i pacijenta.

### Specijalističke akademske studije
Studijski program Specijalističkih akademskih studija na Stomatološkom fakultetu u Pančevu ima za cilj obrazovanje doktora stomatologije – specijaliste.
Specijalističke akademske studije traju tri trimestra u okviru jedne školske godine sa ukupno 60 ESPB bodova. Nastava na predmetima prvog i drugog trimestra se odvija u vidu predavanja, vežbi i studijskog istraživačkog rada. Treći trimestar specijalističkih akademskih studija, rezervisan je za izradu završnog specijalističkog rada u kome dolazi do izražaja stečeno teorijsko, praktično i naučno-istraživačko znanje kandidata. Postupak izrade i odbrane završnog specijalističkog rada regulisan je posebnim Pravilnikom.

### Doktorske akademske studije
Doktorske akademske studije na Stomatološkom fakultetu u Pančevu traju tri godine (9 trimestara) i nose ukupno 180 ESPB bodova (60 po jednoj godini studija).
Cilj studijskog programa akademskih doktorskih studija je prenošenje naučnih znanja, razvoj i unapređivanje nauke, kao i obezbeđivanje naučnog podmlatka iz oblasti stomatologije.

## Dekani fakulteta
Dekani fakulteta od 2002. godine bili su:
- 2002—2006 Prof. dr Vlastimir Petrović
- 2006—2007 Prof. dr Desanka Cenić Milošević, vd
- 2007—2010 Prof. dr Desanka Cenić Milošević
- 2010—2013 Prof. dr Mihajlo Gajić
- 2013—2016 Prof. dr Desanka Cenić Milošević
- 2016—2022 Prof. dr Jovo Kolar
- 2022 - danas Prof. dr Vladimir Biočanin

## Galerija
- Stomatološki fakultet Univerziteta Privredna akademija
- Tabla sa natpisom
- Dvorište
- Ulaz u fakultet

## Spoljašnje veze
Медији везани за чланак Stomatološki fakultet Univerziteta Privredna akademija на Викимедијиној остави

- Zvanični veb-sajt Stomatološkog fakulteta Univerziteta Privredna akademija